# Classical and Quantum Gravity
Classical and Quantum Gravity — научный журнал, посвящённый гравитации и теории относительности.
Покрывает следующие темы: все аспекты классической общей теории относительности; приложения общей теории относительности; экспериментальную гравитационную физику; космологию и физику ранней Вселенной; все аспекты квантовой гравитации; супергравитацию, суперструны и суперсимметрию; и разделы математической физики, относящиеся к гравитационным исследованиям.
Индексируется в ISI (Science Citation Index, SciSearch, ISI Alerting Services, Current Contents/Physical, Chemical and Earth Sciences), Scopus, Inspec, INIS (International Nuclear Information System), Mathematical Reviews, MathSciNet, NASA Astrophysics Data System, PASCAL Database, SPIRES, Реферативном журнале ВИНИТИ «Физика», Zentralblatt MATH.
В 2011 году журнал обладал импакт-фактором 3,320.
- Печатная версия ISSN 0264-9381.
- Электронная версия ISSN 1361-6382.